# 雅典聖船

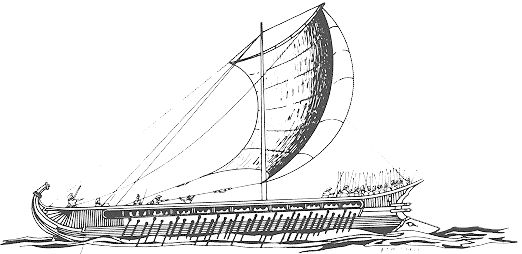
一艘古希臘的三列槳座戰船

古代雅典人有一種是專門用在神聖儀式上的船艦，它被今日的學者稱之為雅典聖船，這種船艦通常是採用三列槳座戰船類型，它們本身就具有特殊宗教功能的用途，主要功能有三：
- 一、在神聖的遊行當中航駛；
- 二、當雅典政府當局要派出使節團（theoria）到其他的城邦時才會航駛；
- 三、最後則作為在宗教節慶期間的賽艇競技。[1]（這點頗類似中國人在端午節的龍舟比賽）

這種宗教用途的聖船在古代雅典的時候有兩艘是最為著名的，分別是巴拉洛斯號（Paralus）以及薩拉明尼亞號（Salaminia），這兩艘船同時也在西元前五世紀和西元前四世紀期間擔任雅典政府的信使船功能。其他著名的聖船可能還包括一艘被命名為提利亞號（Delias）的船艦，是一艘triakonter（配備三十槳的槳帆船）類型的聖船，它被人們普遍的認為是由英雄忒修斯航駛到克里特島的船，並且曾經還有幾個傳統使節團坐上這艘船艦出使提洛島的外交任務；該船為了保持適航性，所以會經常性的對船身上已經個別毀損及腐朽的木板進行更換、修補，以保持它能夠一直擔任一艘聖船的身份。（對於這艘船艦身分的哲學性問題，請詳閱忒修斯之船。）從克里斯提尼（Cleisthenes）的改革之後，對於雅典十個新部族的每一位政治領袖而言，為了彰顯他們的地位，他們也都創建了一艘以他們名字所命名的船；這些船也可能被認為是屬於聖船的範疇。
另一方面，巴拉洛斯號和薩拉明尼亞號可能還要加上一些其他的聖船，它們也都曾服役於雅典的海軍艦隊中扮演著軍艦的角色。然而比起其他戰艦航速來看，就屬巴拉洛斯號、薩拉明尼亞號這兩艘船的性能是特別的迅速快捷了，它們被軍方用來作偵察和信使船，但也能在海上從事保衛國土的職責。当时巴拉洛斯號和薩拉明尼亞號這兩艘船艦，還為雅典政府行使各種政治任務；其中巴拉洛斯號似乎執行了大部分的外交使命，而薩拉明尼亞號則擔任著雅典官方聲明的信息船；最著名的事件是當阿爾西比亞德斯（Alcibiades）正在指揮軍隊進行西西里遠征（Sicilian Expedition）的時候，薩拉明尼亞號被派去要逮捕著這名政客（阿爾西比亞德斯）。這兩艘三列槳座戰船也有設置專任的司庫，在原文的文獻上稱為tamiai。

## 資料來源
- Aristotle. Trans. Frederic George Kenyon（英语：Frederic George Kenyon）.  . 维基文库.
- 修昔底德. Trans. Richard Crawley（英语：Richard Crawley）.  . 维基文库.
- Jordan, Borimir, The Athenian Navy in the Classical Period.  (Berkeley, University of California Press, 1975). ISBN 0-520-09482-4.
- Lewis, David M.  "Book Review: The Athenian Navy in the Classical Period by Borimir Jordan".  Classical Philology Vol. 73 No. 1 1978, pp. 70–72.